# Antonella Bortolozzi
Antonella Bortolozzi (ur. 22 stycznia 1986 roku w Argentynie) – siatkarka grająca jako przyjmująca.
Obecnie występuje w drużynie Boca Juniors.